# Kembang Tinggi
Kembang Tinggi is een bestuurslaag in het regentschap Ogan Komering Ulu Selatan van de provincie Zuid-Sumatra, Indonesië. Kembang Tinggi telt 1042 inwoners (volkstelling 2010).